# Aquarium de Géorgie
 (avril 2023).
L'aquarium de Géorgie (en anglais Georgia Aquarium) est un aquarium américain situé dans la ville d'Atlanta, capitale de l’État de Géorgie. 
C'est un aquarium de 32 000 m3 (soit 32 millions de litres d'eau). Plus grand aquarium des États-Unis et troisième plus grand aquarium du monde, il abrite plus de 120 000 animaux de 500 espèces différentes. Le bâtiment fut financé en grande partie grâce à une donation de 250 millions de dollars de Bernard Marcus, le fondateur de Home Depot. Étendu sur plus de 8 ha, il est situé dans le nord du Centennial Olympic Park, près du centre-ville d'Atlanta.

## Historique
En novembre 2001, Bernard Marcus annonça son idée de bâtir un aquarium comme cadeau à la ville d'Atlanta, qui encouragerait une croissance économique et un enrichissement culturel. Marcus et son épouse Billi visitent 56 aquariums dans 13 pays différents afin de rechercher et de concevoir une structure de ce type, ils donnent alors 250 millions de dollars pour financer la construction de l'aquarium de Géorgie. De nombreuses grandes entreprises telles que Coca-Cola, Turner Broadcasting, Home Depot, UPS, AirTran Airways, AT&T, Georgia-Pacific, Time Warner, SunTrust et Southern Company ont donné 40 millions de dollars de plus. Leur dons ont permis à l'aquarium d'ouvrir sans avoir de dettes.
Marcus embaucha alors Jeff Swanagan, l'ancien directeur de l'aquarium de Floride, en tant que premier employé de l'Aquarium de Géorgie en 2002. Swanagan est connu pour avoir redressé la situation économique difficile de l'Aquarium de Floride quand il en était directeur. Il est également responsable de nombreux aspects au sein de l'Aquarium, de la conception de la structure à l’approvisionnement des animaux pour les bassins.

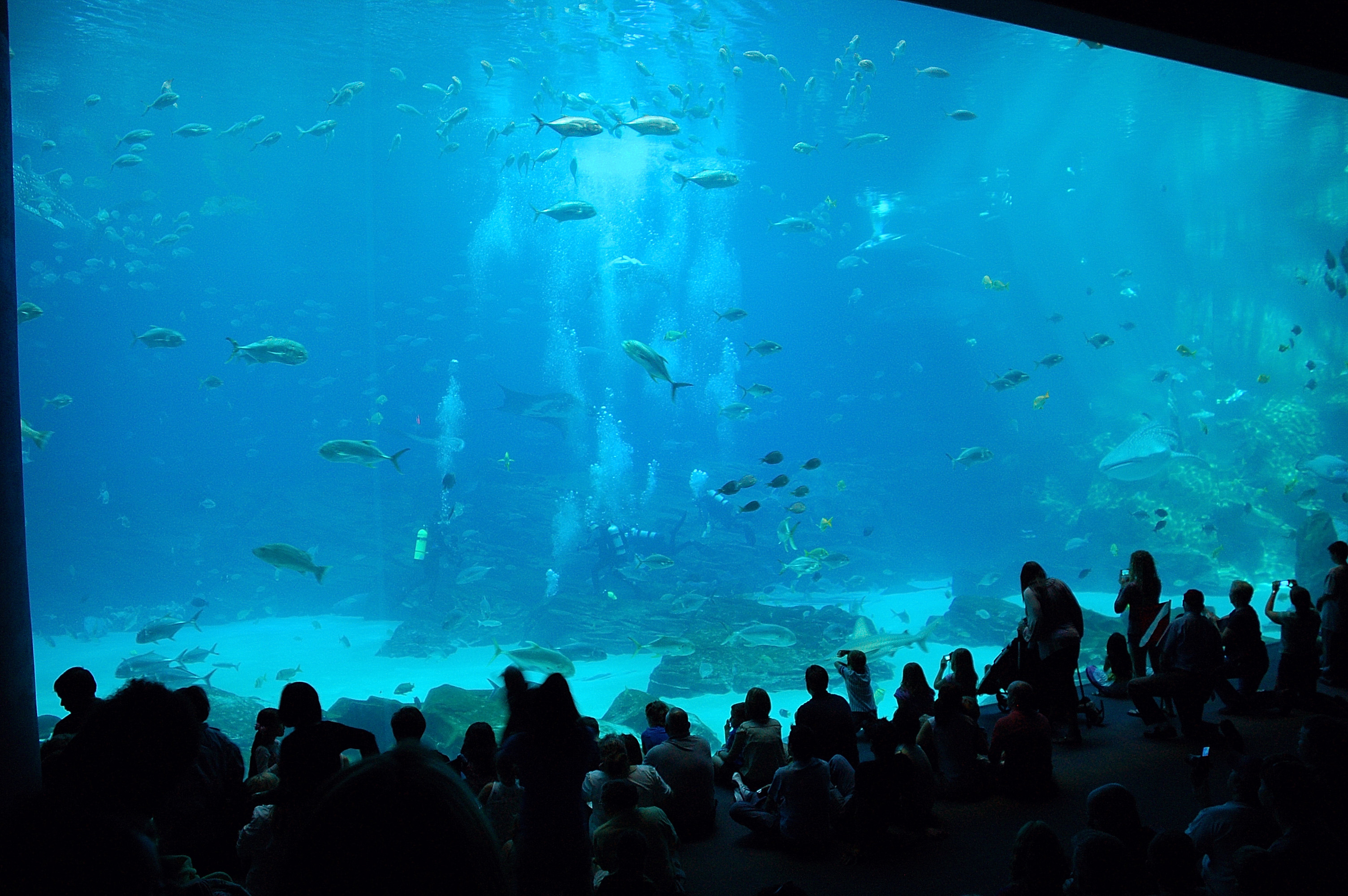
Les visiteurs observent les poissons qui leur sont présentés.

Après 27 mois et avec 60 bassins, 1 520 m2 de salle de bal, deux cafétérias, des boutiques de souvenirs, un cinéma 4-D, un restaurant et un parking, l'aquarium de Géorgie ouvre ses portes le 21 novembre 2005 aux détenteurs du pass annuel, et le 23 novembre 2005 au public. À 26 $ par adulte, 21,5 $ pour les séniors, et 19,5 $ pour les enfants, le prix du ticket de cet aquarium ne générant pas de profits est un des plus élevés des États-Unis. L'aquarium a néanmoins reçu bien plus de visiteurs que ce qui fut prévu, il accueillit son millionième visiteur le 1er mars 2006, seulement 98 jours après son ouverture.
L'aquarium a vendu plus de 290 000 pass annuels lors de sa première année, avant que les ventes de ces derniers ne soient interrompus (pour éviter une ambiance de "club privé" d'après Swangan). L’aquarium de Géorgie reçut son trois-millionième visiteur le 24 août 2006, son cinq-millionième le 23 juin 2007, et son dix-millionième le 25 juin 2009.
Jeff Swanagan demeura président et chef exécutif de l'Aquarium de Géorgie jusqu'en 2008, puis il partit rejoindre l'équipe du zoo de Colombus. Son poste de président fut alors pris par Anthony Godfrey. Godfrey fut à l'origine engagé par Swanagan comme directeur financier de l'Aquarium. David Kimmel fut nommé président en mai 2010 quand Godfrey démissionna.

## Collection
L'aquarium de Géorgie contient entre 100 000 et 120 000 animaux aquatiques de plus de 500 espèces différentes. Les poissons ont été transportés de Taïwan à l'aquarium par UPS dans 42 bassins à bord d'un avion MD-11. UPS a donné à l'Aquarium le montant des frais de livraison, estimé à plus de 200 000 dollars.
Les spécimens les plus connus de l'aquarium étaient quatre jeunes requins-baleines de Taïwan : Ralph, Norton, Alice et Trixie (nommés en l'honneur des quatre personnages principaux de The Honeymooners). Ralph est mort d'une péritonite le 11 janvier 2007, et Norton, après qu'il cesse de manger et commence à nager de manière erratique, a été euthanasié le 13 juin 2007. Ralph et Norton étaient là à l'ouverture de l'aquarium, Alice et Trixie les ont rejoints le 3 juin 2006.
Cet aquarium est le seul hors d'Asie à accueillir des requins-baleines. Ils sont gardés dans un bassin de 24 000 m3, et l'aquarium a été conçu autour du bassin des requins-baleines. L'importation des requins-baleines de Taïwan a été supervisé par Jeff Swanagan et l'équipe des biologistes, elle était considérée "top-secrète" et n'avait jamais été expérimentée auparavant. Leur déplacement nécessita un avion de grande taille, des camions, et des bateaux pour déplacer les animaux jusqu’à Atlanta. Si les requins n'avaient pas été achetés par l'Aquarium de Géorgie, ils auraient été tués et mangés.
Le 25 mai 2007, Taïwan a annoncé à l'Aquarium qu'on lui avait accordé le droit d'héberger deux requins-baleines de plus avant que le pays ne décide d'interdire leur capture en 2008. Les deux nouveaux requins, attrapés plus tôt en 2007, s'appellent Tarako et Yushan.
Cet aquarium est un des seuls aux États-Unis, avec l'Adventure Aquarium de Camden, New Jersey, à héberger des grands requins-marteaux. Il a également hébergé jusqu’à 5 bélugas de trois mètres de long à la fois. Deux mâles : Nico et Gasper, sont rachetés à un parc d'attractions de Mexico ou ils vivaient sous des montagnes russes. Avant l'ouverture de l'aquarium, trois femelles (Marina, Natasha, et sa fille Maris) les rejoignent, elles ont été prêtées par l'Aquarium de New-York.Marina. À cause d'un poids trop faible, de lésions de la peau et d'une maladie des os, Gasper a été euthanasié le 2 janvier 2007. Marina est décédée le premier décembre 2007 de causes naturelles (elle avait 30 ans). Les bélougas ont été transférés au SeaWorld de San Antonio ou Nico mourut de manière inattendue le 31 octobre 2009. Le 2 mars 2010, Marris et un nouveau mâle, Beethoven, ont été rendus à l'Aquarium de Géorgie et Natasha resta à San Antonio avec un potentiel partenaire. Deux jeunes bélougas, Grayson (mâle) et Qinu (femelle), de San Antonio, ont été ajoutés en novembre 2010. L'aquarium est un des six aux États-Unis à posséder des bélougas dans sa collection.
L'aquarium continue sur sa lancée et acquiert des animaux marins rarement vus aux États-Unis : une raie manta d'un aquarium de Durban en Afrique du Sud, "Nandi", attrapée par accident par des filets censés protéger des requins, rejoint les autres animaux.

Aujourd'hui l'aquarium possède 6 bélugas : Imaq (M-32 ans), Whisper (F-20 ans), Maple (F-14 ans), Qinu (M-11 ans), Nunavik (M-10 ans) et Shila (F-1 mois).
Mais également 12 grands dauphins : Roxy (F-30 ans), Kenobi (M-21 ans), Polka (M-21 ans), Sydney (M-20 ans), Pacino (M-20 ans), Phebe (F-18 ans), Pukanala (F-18 ans), Kei (M-17 ans), Lily (F-17 ans), Salvador (M-16 ans), Luna (F-14 ans) et Bermudiana (F-14 ans).

## Galerie

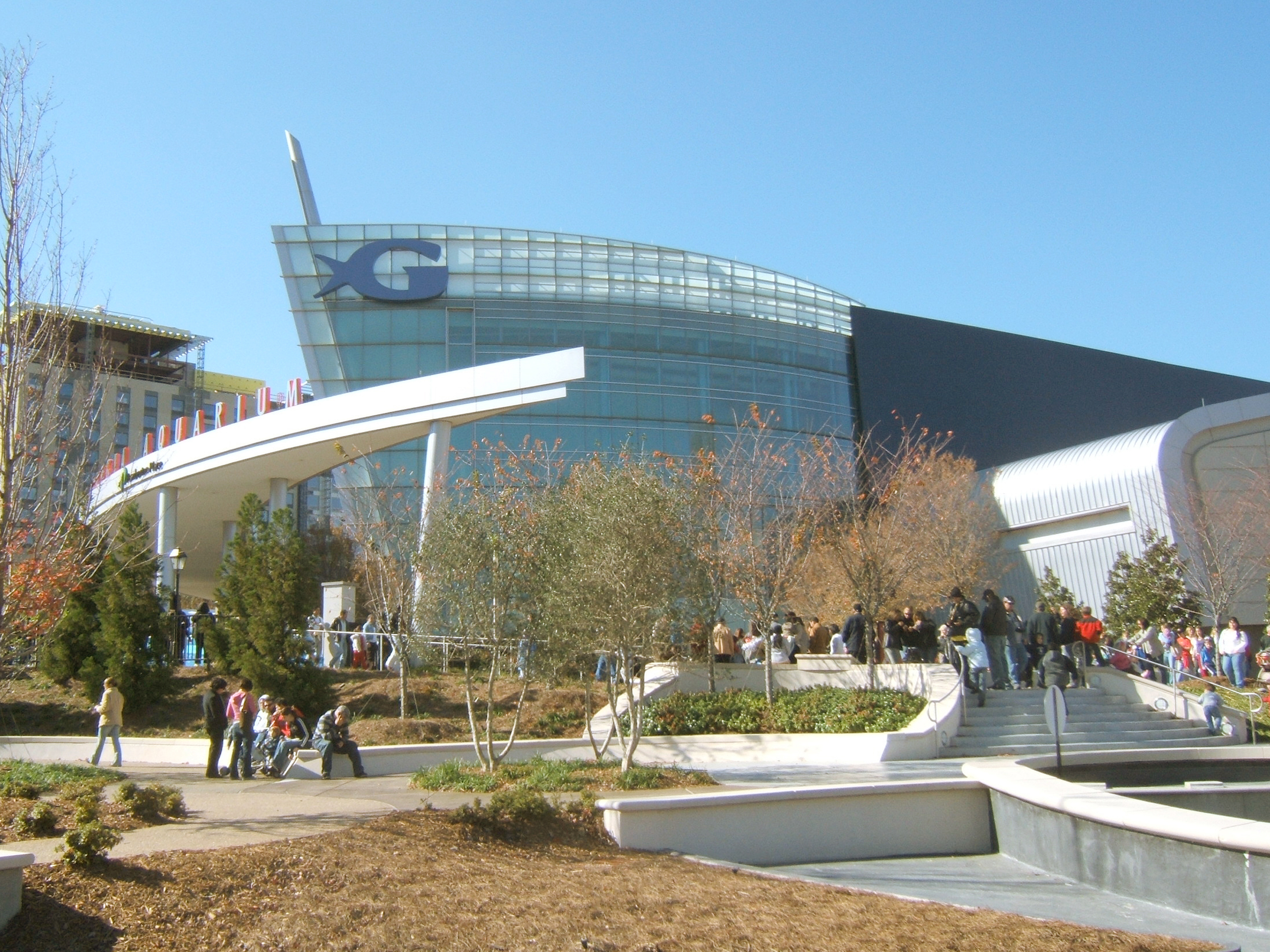
Façade et entrée du Georgia Aquarium, le plus grand aquarium du monde.
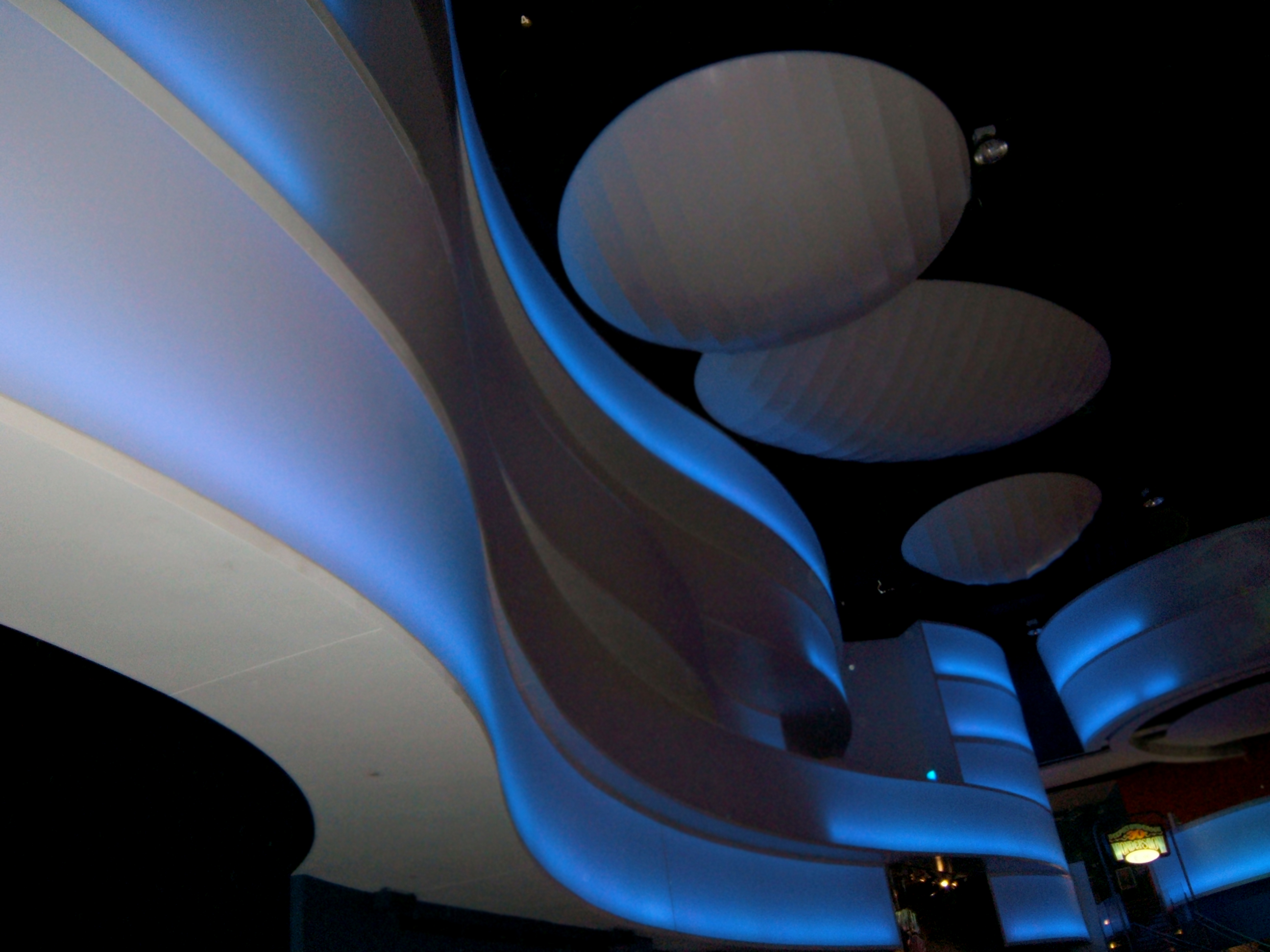
Grand hall d'entrée du Georgia Aquarium.
Bernie et Billi Marcus, les fondateurs du Georgia Aquarium.
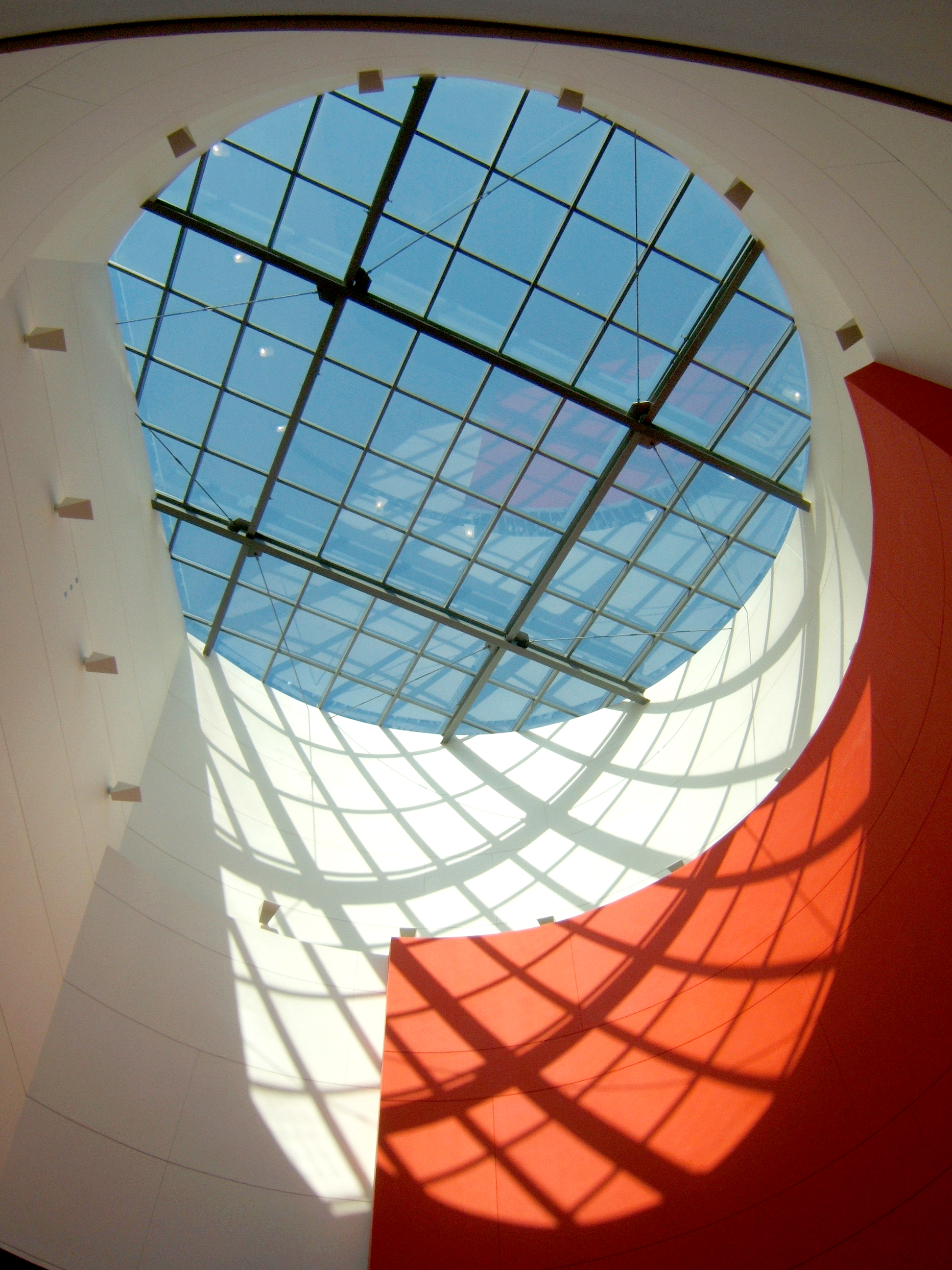
Verrière au centre du Georgia Aquarium.
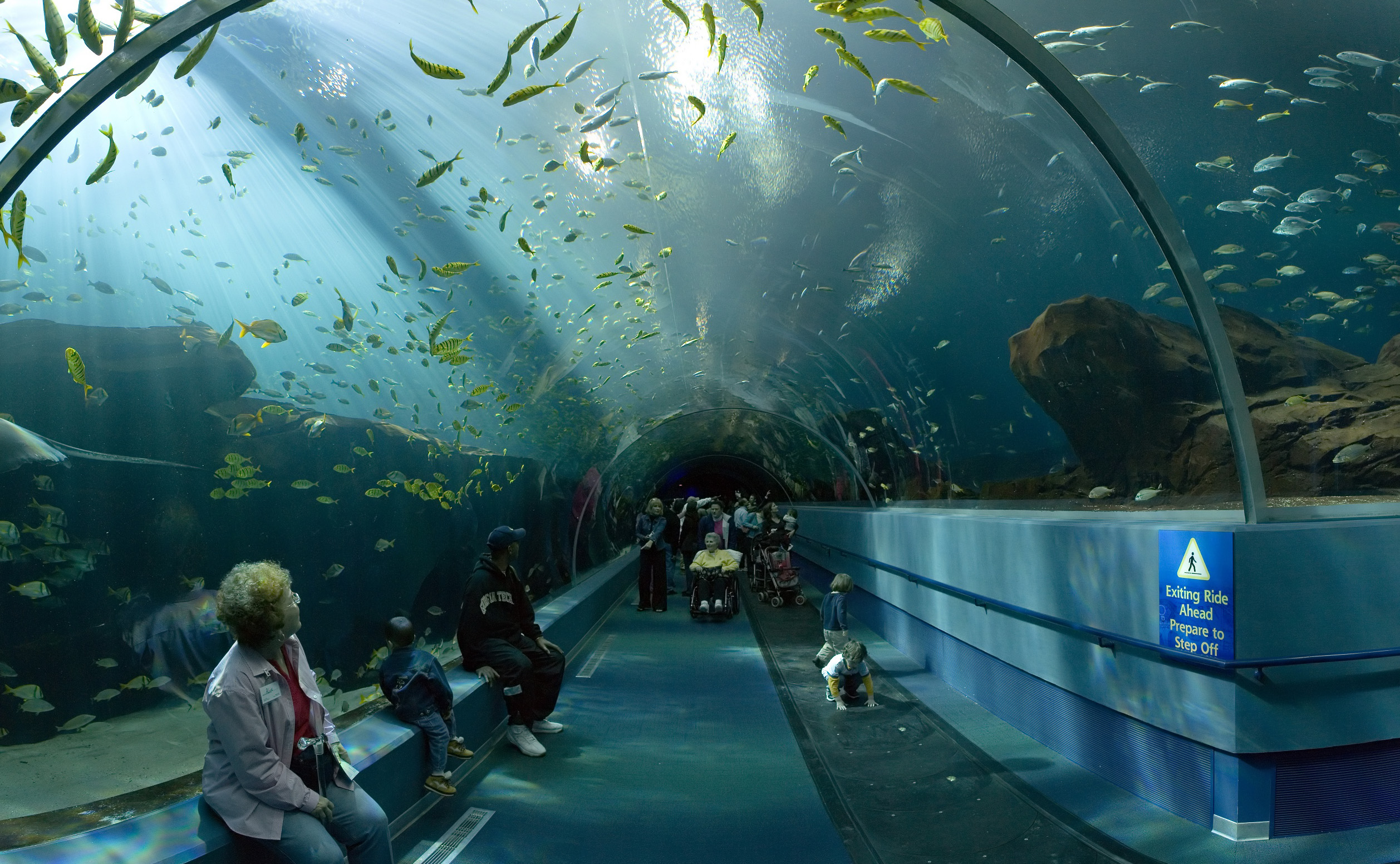
Le tunnel.
Un des trois requins baleine.
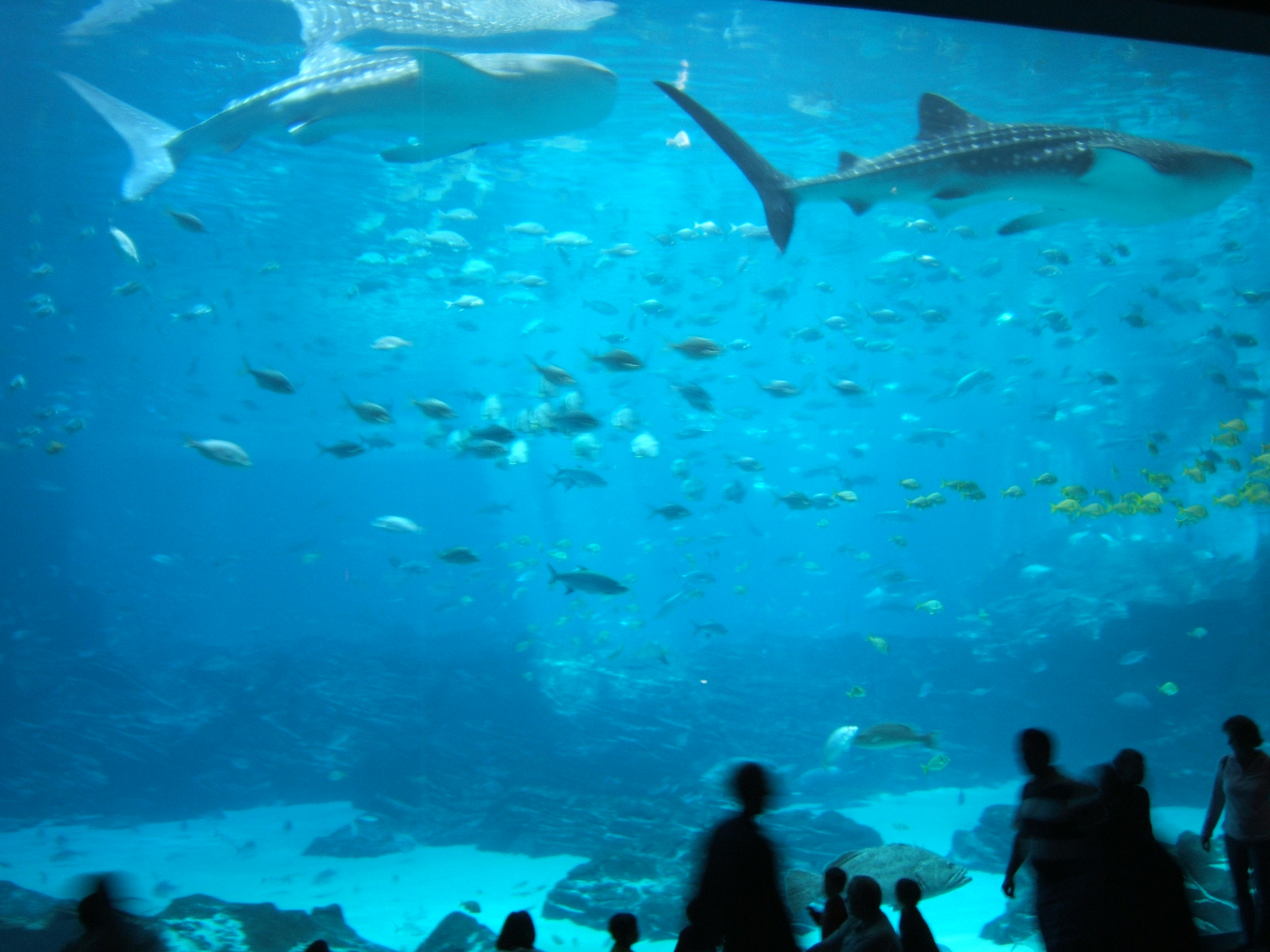
Deux des trois requins baleines du Georgia Aquarium devant un public médusé.
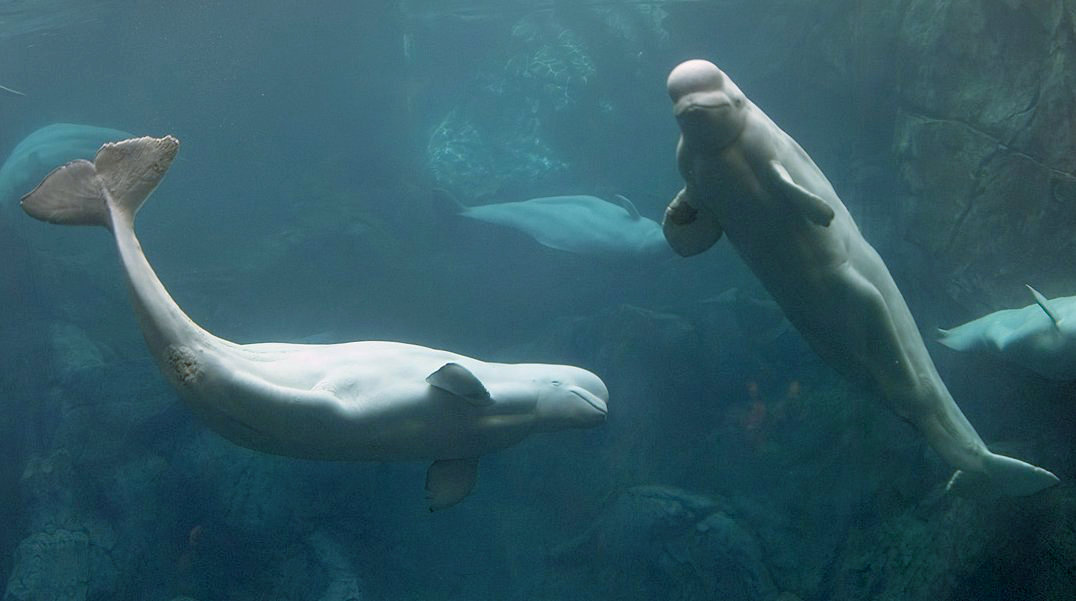
Deux des bélugas du Georgia Aquarium.
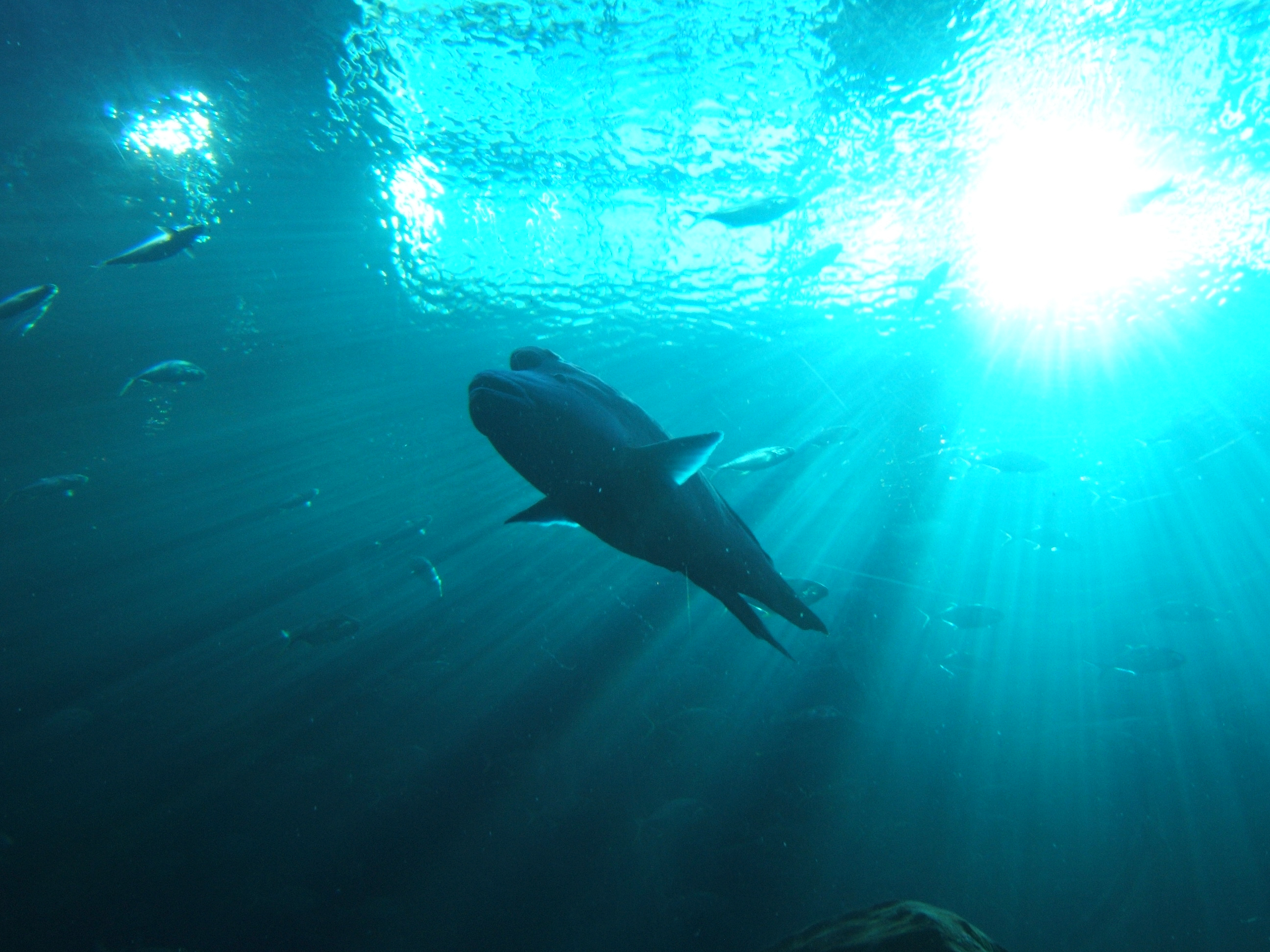
Le poisson Napoléon du Georgia Aquarium.
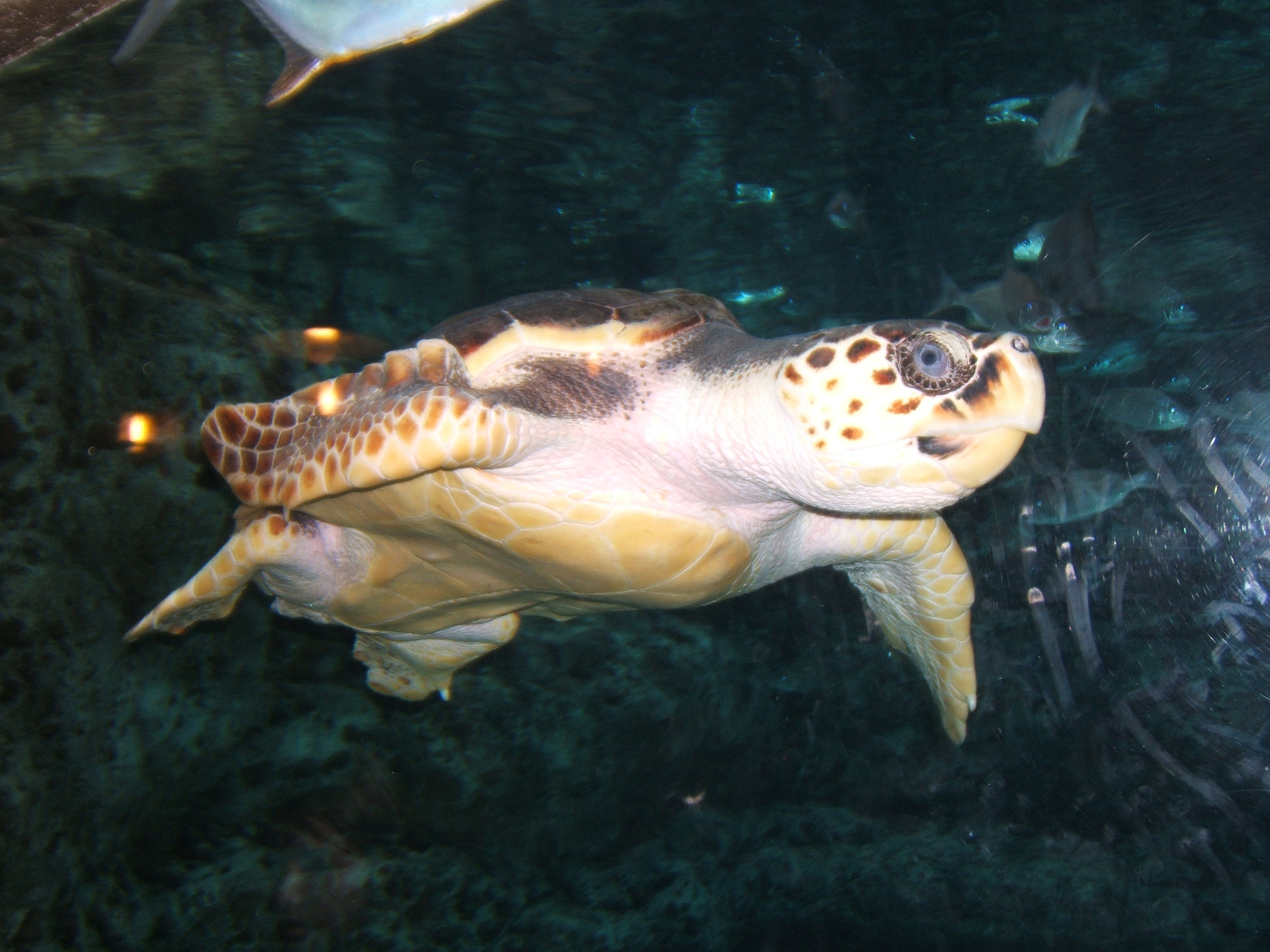
Une tortue nageant paisiblement dans un des bassins du Georgia Aquarium.
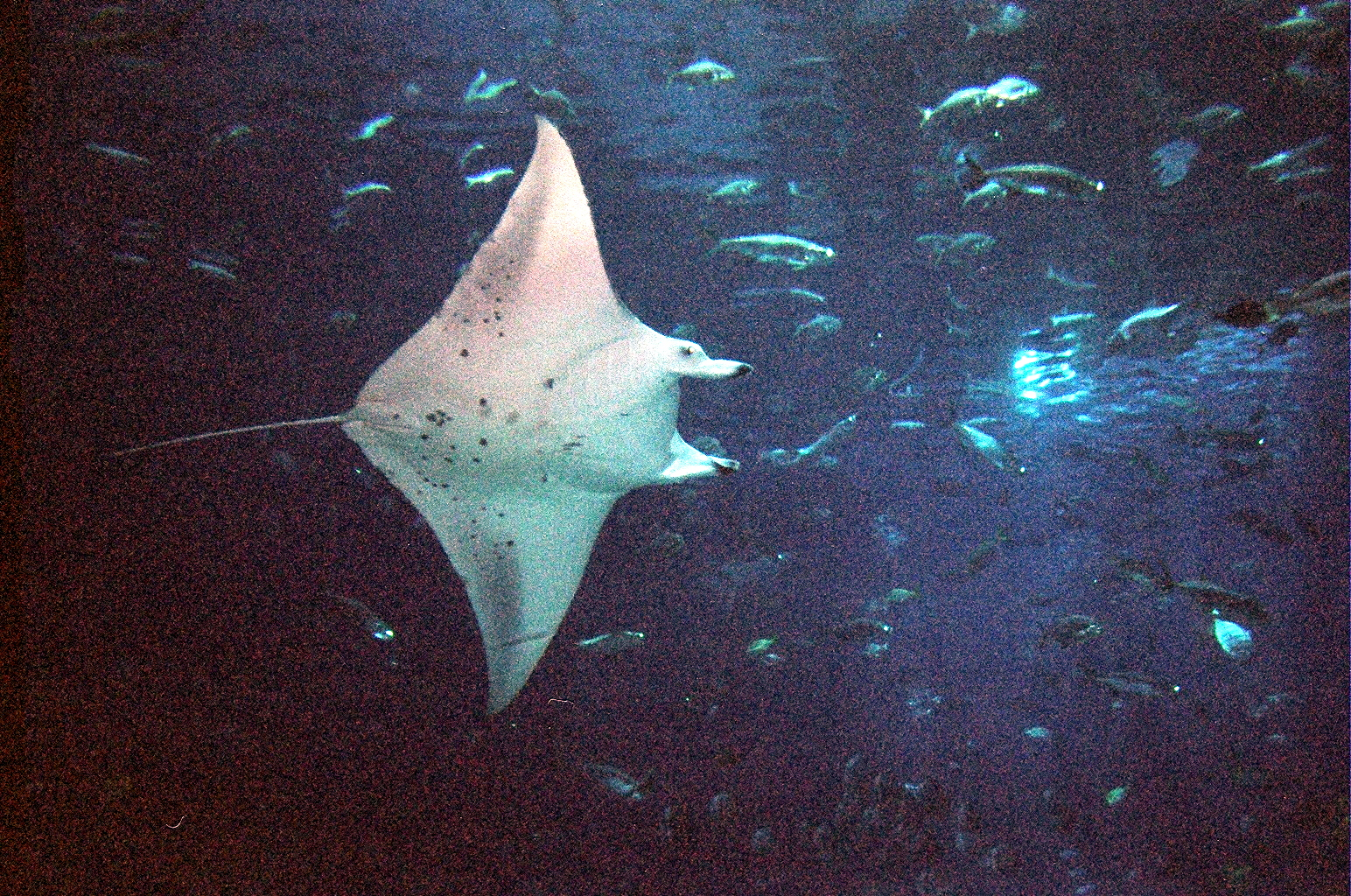
Nandi, la raie manta